# Euzkadi (journal)
Pour les articles homonymes, voir Euskadi.
Euzkadi était un quotidien publié à Bilbao, au Pays basque. Sa première édition date du 1er février 1913. 
Euzkadi publiait des articles en basque et en espagnol, et employait un rédacteur en chef par langue. Le premier rédacteur en chef bascophone était Evaristo Kirikiño Bustintza.
Un des journalistes nationaliste basque qui a écrit pour ce journal, Manuel Aznar Zubigaray, est devenu par la suite un phalangiste (et également le grand-père d'un futur président du gouvernement espagnol, José María Aznar).
En 1921, après une scission du Parti nationaliste basque, Euzkadi a soutenu la branche appelée Comunión Nacionalista Vasca ("Communion nationaliste basque").
En juin 1937, au cours de la guerre civile espagnole, après la prise de Bilbao par les nationalistes, la publication d'Euzkadi a été annulé et ses locaux ont été offerts à El Correo qui était alors le journal de la Phalange espagnole.
Toutefois, les nationalistes basques réfugiés à Barcelone continuèrent la publication d'Euzkadi.

## Sources
- (en) Cet article est partiellement ou en totalité issu de l’article de Wikipédia en anglais intitulé « Euzkadi (daily) » (voir la liste des auteurs).